# José Barros Moura
José Aurélio da Silva Barros Moura (ur. 8 października 1944 w Porto, zm. 25 marca 2003) – portugalski polityk, prawnik, wykładowca akademicki i działacz związkowy, poseł do Parlamentu Europejskiego II, III i IV kadencji, parlamentarzysta krajowy.

## Życiorys
Z wykształcenia prawnik, został nauczycielem akademickim na wydziale prawa Uniwersytetu Lizbońskiego, wykładał też prawo wspólnotowe na stołecznym Uniwersytecie Autonomicznym. Pracował także jako dyrektor generalny w ministerstwie pracy (1974–1975) oraz badacz i koordynator centrali związkowej CGTP.
Był działaczem Portugalskiej Partii Komunistycznej i Unitarnej Koalicji Demokratycznej. W latach 1986–1991 sprawował mandat europosła II i III kadencji. Po opuszczeniu komunistów kierował stowarzyszeniem Platforma Lewicy. Przeszedł następnie do Partii Socjalistycznej, z jej ramienia od 1994 do 1999 ponownie zasiadał w PE (IV kadencji). Następnie do czasu swojej śmierci zasiadał w Zgromadzeniu Republiki VIII i IX kadencji.